# Caetés (ort)
Caetés är en ort i Brasilien.   Den ligger i kommunen Caetés och delstaten Pernambuco, i den östra delen av landet, 1 500 km nordost om huvudstaden Brasília. Caetés ligger 843 meter över havet och antalet invånare är 5 386.
Terrängen runt Caetés är lite kuperad. Närmaste större samhälle är Garanhuns, 17,9 km sydost om Caetés.
Trakten runt Caetés består till största delen av jordbruksmark. Runt Caetés är det ganska tätbefolkat, med 67 invånare per kvadratkilometer.